# Teoria da otimidade
Em linguística, a teoria da otimidade ou teoria da otimalidade (frequentemente abreviada como OT) é um modelo linguístico que propõe que as formas observadas surgem da satisfação ótima de restrições conflitantes. Essa teoria difere de outras abordagens de análise fonológica, como a fonologia autossegmental, que partem de regras em vez de restrições e entende a gramática como sistema que fornece mapeamento de inputs e outputs (entradas e saídas linguísticas). De forma geral, os inputs são concebidos como formas subjacentes, e os outputs como formas de superfície, leitura ampla da gramática gerativo-transformacional.
A teoria da otimidade foi apresentada pela primeira vez em uma palestra proferida pelos linguistas Alan Prince e Paul Smolensky em 1991, posteriormente publicada em um artigo científico em 1993. Rapidamente passou a ser utilizada como modelo de análise linguística em diversos campos de pesquisa e em diversos países.

## Visão geral
A gramática da teoria da otimidade está interessada em entender como são gerados os outputs (saídas) a partir de restrições universais violáveis, ou seja, as determinações ótimas de determinada produção linguística. A arquitetura gramatical desenhada pelo modelo de Prince e Smolensky parte de três componentes básicos:
- Gen (generator): lista de possíveis outputs com base em determinados inputs;
- Eval (evaluator): mecanismo que seleciona o candidato ótimo com base no conjunto universal de restrições;
- Con (constraints): critérios usados para ranquear os candidatos.

A teoria da otimidade assume que tais componentes são universais e investiga o funcionamento linguístico a partir dos princípios de violabilidade, ranqueamento, inclusividade e paralelismo. Faz-se, assim, uma integração entre todos os níveis que compõem a arquitetura da gramática.